# Aeroflot-Flug Sch-28
Am 28. Juni 1969 verunglückte eine Iljuschin Il-14 auf dem innersowjetischen Linienflug Aeroflot-Flug Sch-28 (Russisch-kyrillisch: Рейс Ш-28 Аэрофлота, transkribiert: Rejs Sch-28 Aeroflota) von Talas nach Frunse (heute: Bischkek), wobei alle 40 Insassen ums Leben kamen. Bis zum Iran-Aseman-Airlines-Flug 6895 war es der schwerste Flugunfall im heutigen Kirgisistan.

## Flugzeug und Besatzung
Das Flugzeug war eine Iljuschin Il-14 (Luftfahrzeugkennzeichen: CCCP-91495, Fabriknummer: 7343306), die ab dem 10. Oktober 1957 bis zum Unfall 16.598 Flugstunden und 14.162 Flugzyklen absolviert hatte. Die Besatzung bestand aus Flugkapitän Andrei Iwanowitsch Fatejew, dem Ersten Offizier Anatoli Stepanowitsch Schewtschenko, dem Flugingenieur Grigori Tichnowitsch Schalygin, dem Navigator Juri Michailowitsch Kuraljew und dem Funker Iwan Iwanowitsch Pleskanjew.

## Verlauf
Um 19:36 Uhr Ortszeit hob die Il-14 in Richtung Westen (Kurs:270°) ab. Statt der geplanten Linkskurve flogen die Piloten eine Rechtskurve. Dies fiel um 19:42 Uhr dem Fluglotsen auf, als dieser mit ihnen Funkkontakt hatte. Trotzdem gab er keine Anweisung zur Kursänderung. So wich die Maschine 8,7 km von der Luftstraße ab, die sie nach Frunse führen sollte, bis sie um 19:50 Uhr in 3150 m Höhe in den Wolken fliegend gegen einen 22° flachen, baumlosen Berghang prallte. Nach dem Aufschlag wurde das Wrack weitere 50 m in die Luft geschleudert und brannte aus.